# Cañamares
Cañamares – gmina w Hiszpanii, w prowincji Cuenca, w Kastylii-La Mancha, o powierzchni 40,52 km². W 2011 roku gmina liczyła 536 mieszkańców.